# Durness
Durness (del gaélico escocés: Diùranais) es una villa y parroquia remota en el noroeste de Highlands de Escocia, próxima al Kyle de Durness. Las fuentes principales de empleo en la localidad son el minifundio y el turismo. Es la población más grande en la esquina noroeste de Escocia, tiene una población de alrededor de 400 personas, y está en la carretera principal A836-A838 entre las ciudades de Thurso (116 km al este) y Ullapool (109 km al sur). Esta región es notable por ser la región más escasamente poblada de Europa Occidental. El pueblo se suele usar como referente para alcanzar el cabo Wrath.

## Historia
Aunque anteriormente era la sede del Clan Mackay, hay un amplio contingente del Clan Morrison en la zona, lo que hace que se cuestione actualmente la consideración de la región como el «País Mackay».

## Geología
El paisaje del área de Durness es un contraste absoluto a las áreas circundantes debido a una cuña aislada de carbonatos cambro-ordovicienses conocidos como el Grupo Durness, erróneamente conocido como ‘la piedra caliza de Durness’. Estos carbonatos se encuentran en Assynt y se extienden hasta el sur llegando a Skye aunque la secuencia completa sólo pueda verse en el área de Durness, de ahí el nombre de la unidad. Esta secuencia gruesa (h. 800 m) de dolomías con el subordinado caliza y sílex es más suave que las colinas circundantes que están formadas por el más resistente gneis de Lewis o piedras areniscas de Torridonian, a veces coronadas por cuarcita cámbrica. Por lo tanto el área local es generalmente más llana, baja y fértil que otras áreas en las Tierras altas del Noroeste debido al lecho de roca rico en la cal y los suelos resultantes.

## Galería

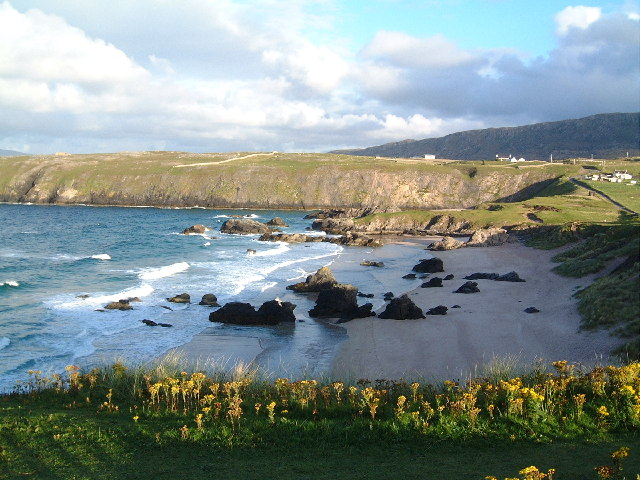
Bahía Sango
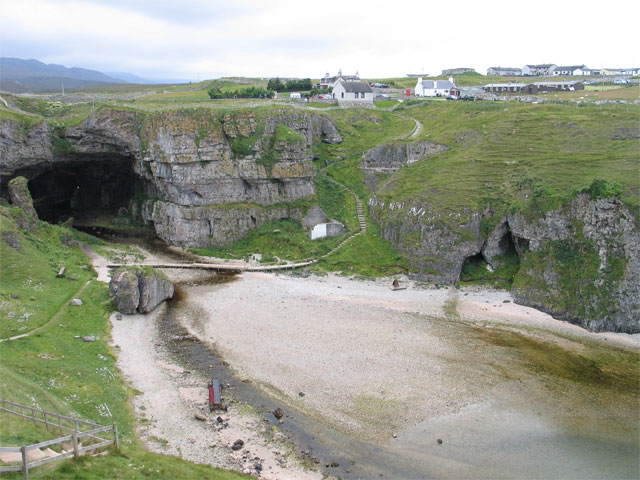
Durness y la cueva Smoo
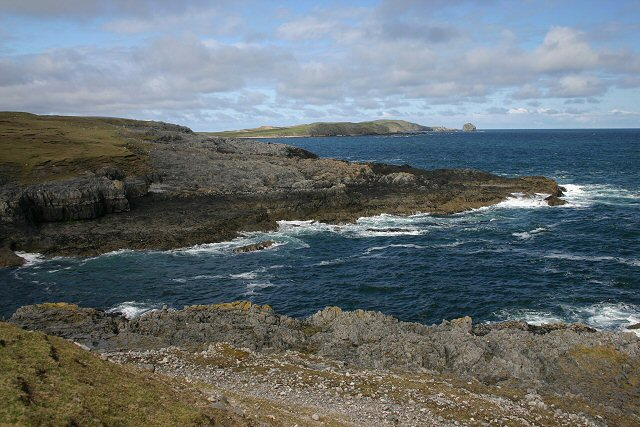
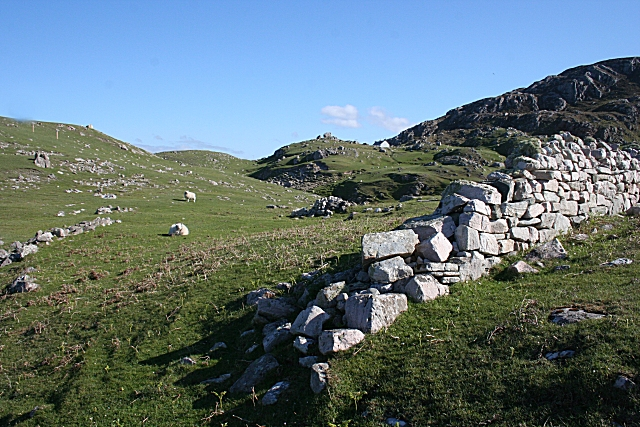
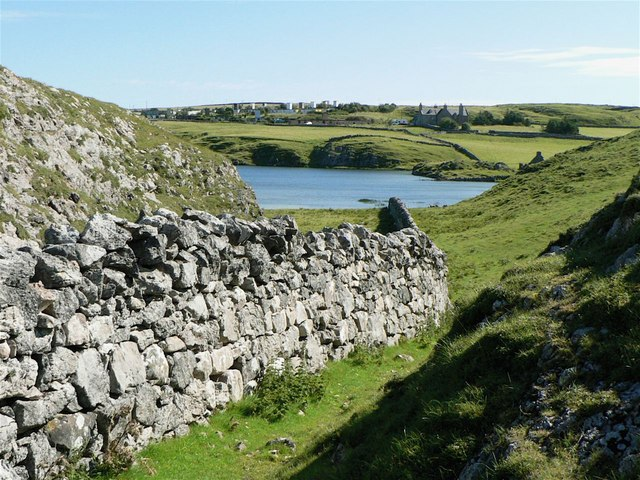
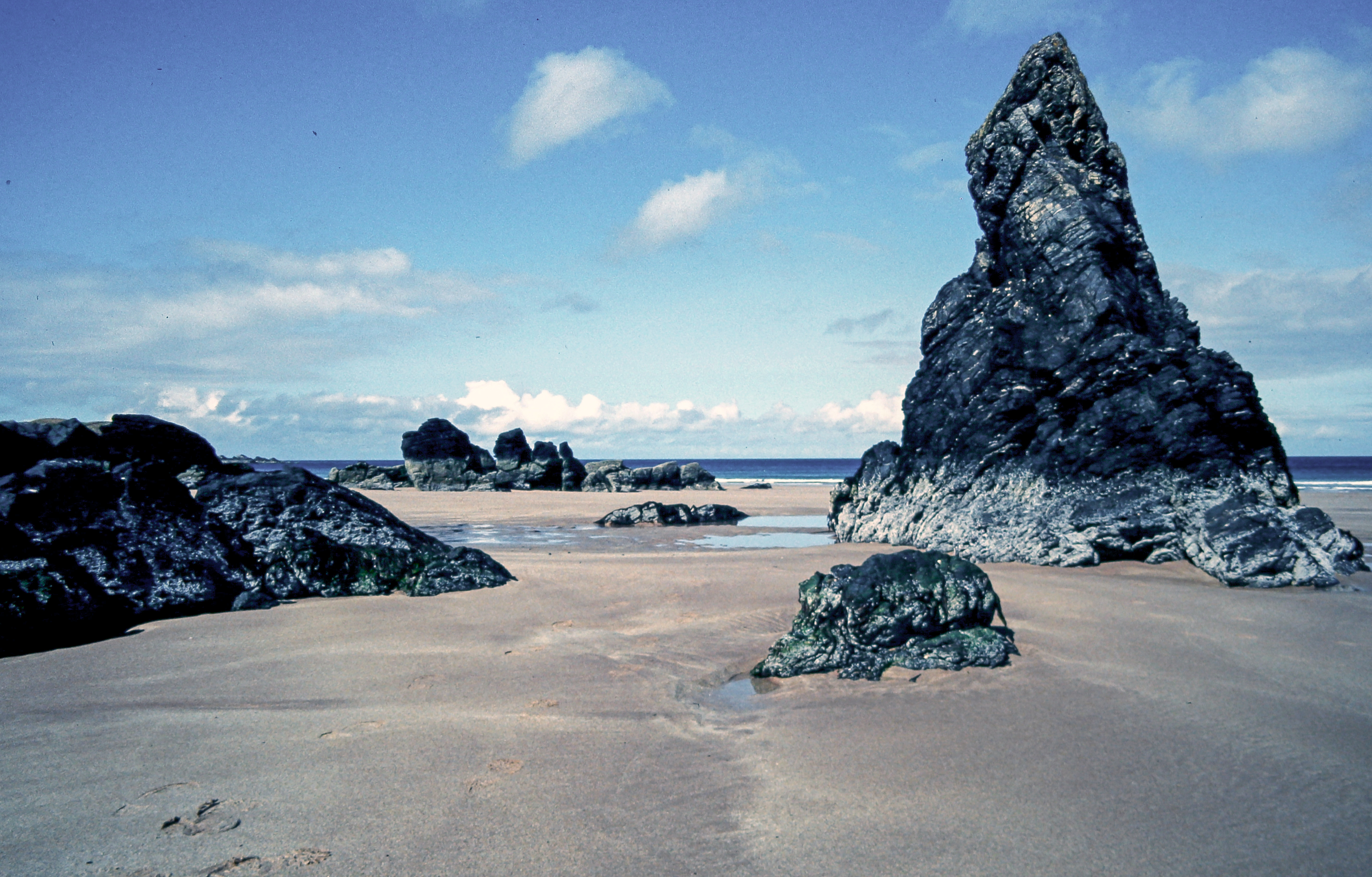